# Czchów
Czchów ist eine Stadt in Polen in der Woiwodschaft Kleinpolen. Sie ist Sitz der gleichnamigen Stadt-und-Land-Gemeinde mit etwas mehr als 9800 Einwohnern.

## Geographische Lage
Die Stadt liegt im Süden Polens, am östlichen Rand vom Pogórze Wiśnickie, etwa 50 Kilometer nördlich der slowakischen Grenze. Etwa einen Kilometer östlich vom Stadtzentrum verläuft der Fluss Dunajec.

## Geschichte
Die älteste urkundliche Erwähnung von Schov wird auf die Zeit zwischen 1208 und 1218 datiert. In der zweiten Hälfte des 13. Jahrhunderts wurde eine Burg am Dunajec gebaut. Die erste Erwähnung einer Kirche in Czechow stammt aus dem Jahr 1325. Wann genau der Ort das Stadtrecht zum ersten Mal erhielt, ist nicht gesichert, jedenfalls wurde ein Vogt von Czchów (Wojsław) im Jahr 1333 erwähnt, was der erste Hinweis des Stadtrechts war. 1355 bestätigte Kasimir der Große das Stadtrecht und erweiterte es auf Magdeburger Recht. 1357 wurde die Stadt als Czchow alio modo Alba Ecclesia, also auch nach der neuen dominierenden weißen gotischen Kirche, benannt. Im späten 14. Jahrhundert tauchten erste Namen der Stadtbürger auf, darunter deutscher Herkunft, sowie der deutsche Nebenname Wyskirche (1372), Wizkirche (1375), zum letzten Mal von Jan Długosz in den Jahren 1470 bis 1480 benutzt (Woyskyerche id est Alba Ecclesia). Im späten 14. bzw. frühen 15. Jahrhundert wurde auch die Burg als Sitz der Starosten ausgebaut.
1545 wurde ein Abwassersystem eingerichtet, das bis zum Mai 1987 in Betrieb bleiben sollte. Im Rahmen der Ersten Teilung Polens 1772 kam Czchów unter österreichische Herrschaft.

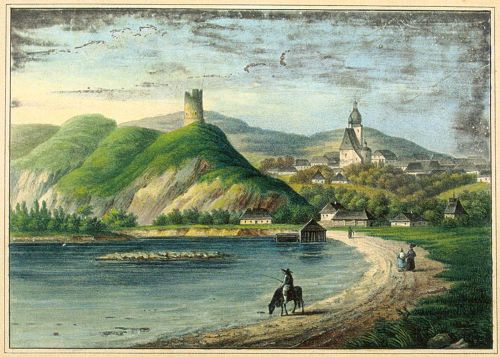
Czchów im Jahr 1837

Nach dem Ersten Weltkrieg verlor die Stadt 1928 ihr Stadtrecht. Am Ende des Zweiten Weltkriegs marschierte im Januar 1945 die Rote Armee in die Stadt ein. Zwischen 1954 und 1961 gehörte Czchów zur Gromada Filipowice.
Zum 1. Januar 2000 erhielt Czchów das Stadtrecht wiederverliehen.

## Bauwerke

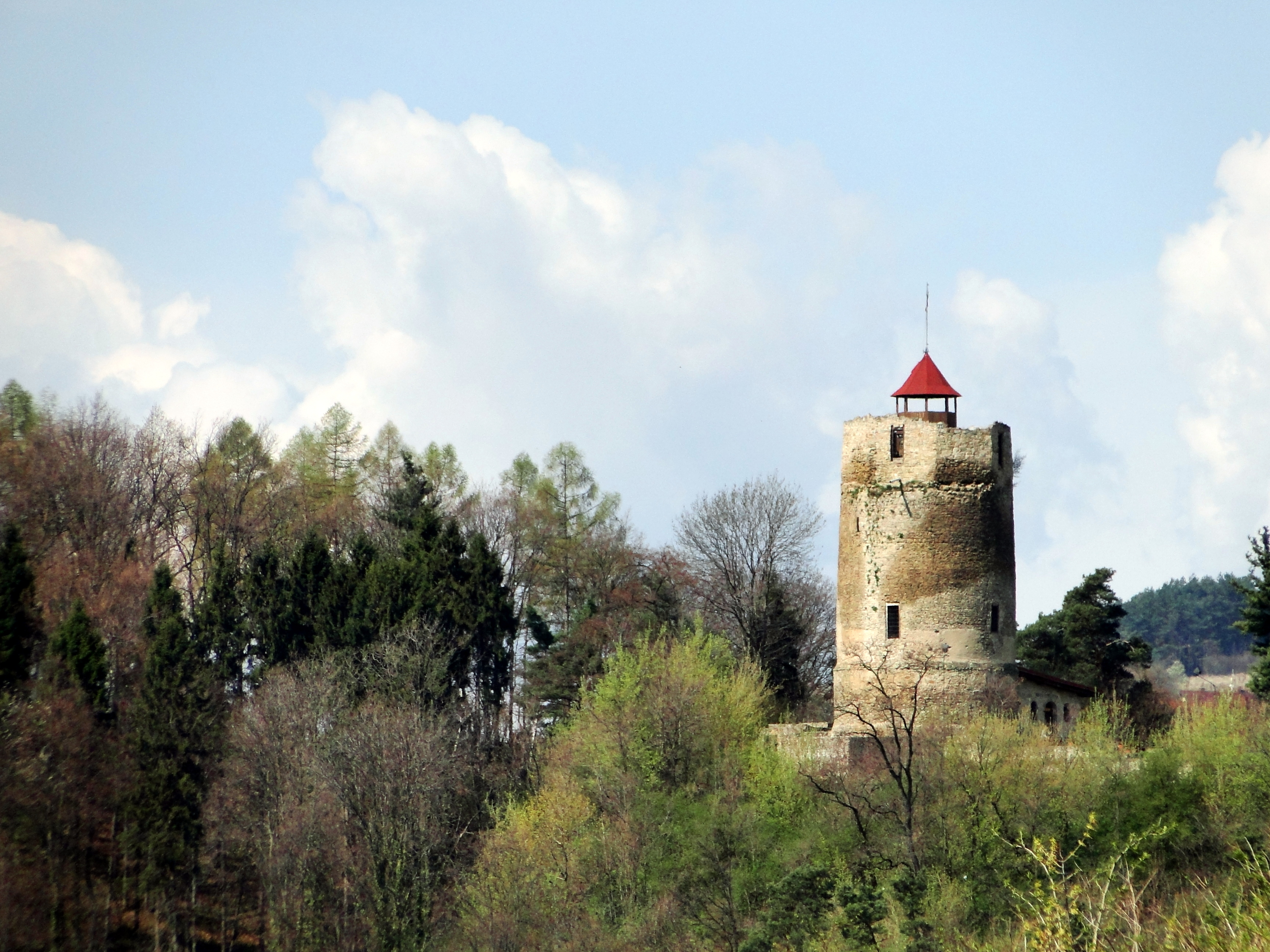
Schlossruine

- eine gotische Kirche aus dem Jahr 1346
- Ruine eines Schlosses aus dem 13./14. Jahrhundert

## Gemeinde
Zur Stadt-und-Land-Gemeinde (gmina miejsko-wiejska) Czchów mit einer Fläche von 66,47 km² gehören weitere Dörfer, in denen mit der Stadt mehr als 9200 Menschen leben.

## Verkehr
Durch die Stadt verläuft die Landesstraße 75 von Brzesko nach Nowy Sącz.
Der nächste internationale Flughafen ist der Flughafen Johannes Paul II. Krakau-Balice, der etwa 60 Kilometer westlich von Czchów liegt.

## Söhne und Töchter der Stadt
- Stanisław Milski (1897–1972), Schauspieler und Regisseur.